# Dominique Geahchan
 (septembre 2020).
Dominique Geahchan (1925-1983) est un psychanalyste libanais. Après des études littéraires et philosophiques, il devient médecin et entreprend son parcours psychanalytique à la Société psychanalytique de Paris.

## Biographie
Sur le plan médical et psychiatrique, il participe à l’ouverture du centre hospitalier Charcot, dans les Yvelines, donnant une place à la contribution psychanalytique dans la compréhension des pathologies psychiatriques. Animateur de séminaires de réflexion dans les services d’adultes et d’enfants (Hôpital de jour du centre pour enfants de Saint-Cyr-l’École), il favorise les échanges entre des professionnels de différents centres hospitaliers et psychiatriques en France. 
Il cofonde en 1977 l’association Confrontation avec René Major et Chantal Talagrand. Il en est le président jusqu'en 1983 et contribue à l’activité éditoriale des cahiers Confrontation. 
En novembre 1981, il dirige le bulletin Psychanalystes, édité par le Collège de psychanalystes.
Dans le cadre de la Société psychanalytique de Paris, il a une part active dans les différentes commissions administratives et scientifiques, notamment la commission d’enseignement et le conseil d’administration ainsi que dans le Congrès des psychanalystes de langue française.

## Publications
- « L'érotique anale dans l'organisation libidinale de la fillette », Interprétation, vol. 1, no 3,‎ 1967, p. 111-125.
- « Deuil et nostalgie », Revue française de psychanalyse, vol. 32, no 1,‎ 1968, p. 39-65.
- « La notion de relation d'objet et ses prémisses dans l'œuvre de Freud, Apport de la psychanalyse à la sémiologie psychiatrique », Topique, no 3,‎ 1970, p. 251-264.
- « Haine et identification négative dans l'hystérie », Revue française de psychanalyse, vol. 37, no 3,‎ 1973, p. 337-357.
- « Du début à la fin », Revue française de psychanalyse, vol. 39, no 4,‎ 1975, p. 589-592.
- « Le corps du sujet », dans Comment l’interprétation vient au psychanalyste, Paris, Aubier-Montaigne, 1977, p. 247-250.
- « Une association nouvelle », Psychanalystes, no 1,‎ 1981, p. 9-14.
- « On bat un patient », Études freudiennes, nos 19-20,‎ 1982, p. 131-136.
- « À la mémoire d’Anna Freud », Psychanalystes, no 5,‎ 1982.
- Temps et désir du psychanalyste  (préf. Monique Schneider), Paris, InterEditions, coll. « L'analyse au singulier », 1986, 288 p. (ISBN 9782729601218).